# نخبة
النخبة مفردة جمعها (النخب) (بالإنجليزية: Elite)‏ في النظريات السياسية والاجتماعية، النخبة هي مجموعة صغيرة من الأشخاص المسيطرين على موارد مالية ضخمة وقوة سياسية تأثيرية كبيرة. بشكل عام، النخبة تعني مجموعة من الأشخاص الأكثر قدرة من غيرهم.
كما تدل كلمة نخبة أو صفوة في اللغة العربية معنى الخلاصة، فيقال صفوة الشيء خلاصته وخياره، ويقال اصطفاه أي اختاره ، والصفوة من الماء ونحوه، تعني القليل، وانتخب الشيء اختاره، والنخبة ما اختار منه، ونخبة القوم خيارهم، والانتخاب هو الاختيار والانتقاء، ومنه النخبة وهم جماعة تختار من الرجال.
وتعبر كلمة النخبة عن طبقة معينة أو شريحة منقاة من أي نوع عام. كما أن هناك مصطلح التزاوج الانتخابي في علم الأحياء
وهي تعني أيضا الأقلية المنتخبة أو المنتقاة من مجموعة اجتماعية (مجتمع أو دولة أو طائفة دينية أو حزب سياسي أو إعلام) تمارس نفوذا غالبا في تلك المجموعة عادة بفضل مواهبها الفعلية أو الخاصة المفترضة.
- لا يمكننا الحديث عن النخبة إلا في داخل أحد فروع النشاط: (لنضع إذن طبقة من الذين يتمتعون بالمؤشرات الأكثر ارتفاعاً في الفرع الذي يؤدون فيه نشاطهم ولنعط لهذه الطبقة اسم النخبة). ثمة إذن عدد من النخب بقدر ما يكون لدينا من فروع للنشاطات، وتدعى النخبة التي تمارس نفوذا في أي مجموعة بنخبة المجموعة (النخبة الاجتماعية، النخبة الدينية، النخبة السياسية،....)

## النخبة الاجتماعية
غالباً يقصد به الطبقة العليا من المجتمع.. ذات الاهتمام الاجتماعي الأعلى في مجتمعهم..
النخبة هم قادة الرأي العام والمؤثرين فيه ويشكلون اتجاهات الرأي العام وتوجهات المجتمع

## النخبة الدينية
استخدم هذا المصطلح من قبل مجموعات دينية كثيرة داخل المجتمعات الإنسانية، وتتمثل في القادة الدينيون، ووجهاء الطوائف الدينية، وعلماء اللاهوت والعقيدة، وكل من يشكلون مراجع دينية، وأصبحوا زعماء لأتباع تجمعهم رابطة دينية؛ فمثلاً: يشكل بابا الكاثوليك وكاردينالات الفاتيكان نخبة المسيحيين، بينما يعد الفقهاء وعلماء الدين عند المسلمين نخبة النخبة الدينية دون منازع.

## النخبة السياسية
تعتبر نظرية النخبة السياسية من أهم موضوعات علم الاجتماع السياسي، ولأن الشواهد التاريخية وواقع المجتمعات السابقة والمعاصرة، تتميز بوجود أقلية حاكمة، محتكرة لأهم المناصب السياسية والاجتماعية، وبيدها مقاليد الأمور، وأغلبية محكومة منقادة وليس لها صلة بصنع القرار السياسي بشكل عام.
- أسهم كارل ماركس وماكس فيبر في تأسيس علم الاجتماع السياسي من خلال دراستهما لتطور النظريات السياسية وصلة ذلك بالمجتمع إلا أن تطور هذه النظرية قد وجه سهام النقد للنظرية الاشتراكية فضلا عن النظريات الديمقراطية، لأن نظرية النخبة تشكك بالصحة العلمية لكلا النظريتين، وتبني تحليلها للنظام السياسي انطلاقا من حقيقة القلة الحاكمة والأغلبية المحكومة.
- من رواد نظرية النخبة العالم باريتو، وهو يرى أن النخبة هم أؤلئك الذين يتفوقون في مجالات عملهم في (مباراة الحياة) وحين يجد أن هذا التعريف مستوف يستدرك الأمر وينتقل إلى المجال الأضيق في تعريف النخبة، فيقوم بربط مفهوم النخبة الاجتماعية بقدرة هؤلاء المتفوقين على ممارسة وظائف سياسية أو اجتماعية تخلق منهم طبقة حاكمة ليست بحاجة إلى دعم وتأييد جماهيري لأنها تقتصر في حكمها على مواصفات ذاتية تتمتع بها، وهذا ما يميزها ويؤهلها لاحتكار المناصب.
- يضيف الرائد الثاني موسكا على تعريف باربتو قائلا إن من أهم أسباب تميز الطبقة الحاكمة عن الطبقة المحكومة- وهو هنا لا يأخذ بالمدلول الماركسي لمعنى الطبقة- هو قوة تنظيم الأولى، ووجود دافع وهدف معين تسعى إليه في مواجهة أغلبية غير منظمة، إلا أنه يؤكد على أهمية اعتماد طبقة الحاكمين على موافقة ورضى الجماهير، وهذا الطرح يقرب ما بين نظرية النخبة السياسية الديمقراطية عكس ما انتهى إليه باريتو.
- انطلق الرائد الثالث ميشال روبرتو في تعريف للنخبة السياسية من خلال واقع عمل الأحزاب السياسية ليكتشف بأن هناك عوامل متباينة تحدد طبيعة عمل التنظيمات بدءا من الحزب إلى الدولة، فهو يرى أن النشأة الديمقراطية للأحزاب تتحول بمرور الزمن إلى تنظيمات خاضعة إلى حكم قلة من الأفراد، لأن التنظيم يحتاج إلى أقلية منظمة، وهذه الأقلية تستحوذ على السلطة من خلال موقعها في مركز اتخاذ القرار، وهو ما يسمى بالأقلية الذي لم يلتفت إليه ماركس في دراساته السياسية.
- الرائد الرابع رايت ميلز ومن خلال دراسته لمجتمع الولايات المتحدة الأمريكية، فقد ربط بين النخبة وقدرتها على التحكم بموقع اتخاذ القرار، فهي نتاج للبناء المؤسساتي للدولة، وقد وجد أن مؤسسات ثلاث هي المتحكمة في أمريكا وهي العسكرية والسياسية والشركات الكبرى، وهذا معناه أن النخبة تتشكل من أولئك الذين يشغلون مواقع قيادية في هذه المؤسسات.
- يؤكد بوتومور في كتابه النخبة والمجتمع أن ملز متأثر في تعريفه بضغوط الصراع العالمي التي شغلت أمريكا في عصره، وتصنيفه إنما هو بالتالي إشارة إلى تتابع الإحداث..

لقد ساهمت وبشكل مباشر كل هذه الدراسات النظرية في تقارب التعريفات الأخرى مع ما جاء به بوتومور فعرفت القواميس الإنجليزية كلمة (النخبة Elite) بأنها أقوى مجموعة من الناس في المجتمع.